# Monte Jbel Saghro
Lo Jbel Saghro (in berbero: Adrar n Seɣru) è una montagna del Marocco alta 2 592 m, che si trova nel sudest del Paese nord-africano.
Lo Jbel Saghro è il punto più orientale della catena montuosa dell'Anti Atlante, situato a circa 100 km dall'Alto Atlante. La montagna offre paesaggi ricchi di alberi di mandorli, grani, palme da dattero e rocce dappertutto. Gli abitanti della zona hanno costruito diversi oasi verdi che si estendono per molti chilometri.
Il clima del Jbel Saghro è desertico. Le temperature variano dai 6 a 9 °C d'inverno ai 27 a 30 °C d'estate con temperature massime che possono arrivare fino a 50 °C.
Saghro è noto per essere la capitale della tribù berbera degli Ait Atta, una delle ultime tribù a resistere alla conquista francese del Marocco.